# Standbeeld van Adriaan Poirters
Het standbeeld van Adriaan Poirters is een gedenkteken in de Nederlandse plaats Oisterwijk.

## Achtergrond
Adriaan Poirters (1605-1674) is geboren in Oisterwijk. Hij werd jezuïet en kreeg bekendheid als contrareformatorisch dichter en prozaschrijver. Hij wordt ook wel de roomse Cats genoemd, zijn werk Het masker van de wereldt afghetrocken (1646) werd minstens 35 maal herdrukt.
Op initiatief van de Oisterwijkse kapelaan Anton Huijbers werd in 1911 een comité samengesteld om een standbeeld voor Poirters te laten oprichten. Voorzitter van het comité was jhr. Alexander van Sasse van Ysselt. Hoewel de opbrengst van de inzamelingsactie aanvankelijk tegenviel, kon uiteindelijk de opdracht worden gegund aan de Gentse beeldhouwer Aloïs De Beule. Het uitbreken van de Eerste Wereldoorlog leidde tot vertraging in het proces. In 1920 kon het beeld in brons worden gegoten bij Fonderie Verbeyst in Brussel. Twee jaar later arriveerde het beeld in Oisterwijk. Omdat men het niet eens kon worden over de juiste plaats voor het beeld, werd het opgeslagen in een schuur. Pas in 1926 werd een plek ingericht waar het beeld kon worden geplaatst, met zicht op de Sint-Petrus'-Bandenkerk. Op 19 september 1926 werd het monument onthuld, in aanwezigheid van diverse kerkelijke en seculiere hoogwaardigheidsbekleders.

## Beschrijving
Het bronzen beeld toont Poirters zittend op een stoel, gekleed in jezuïetenpij met een bonnet op zijn hoofd. In zijn linkerhand houdt hij een boek dat rust op de stoelleuning, in zijn opgeheven rechterhand een ganzenveer. Aan zijn linkervoet ligt een stapeltje boeken met een masker.
Het beeld staat op een eenvoudige hardstenen sokkel, met basement en geprofileerde dekplaat. Aan de voorzijde in bronzen letters het opschrift: 

PATER POIRTERS
OISTERWIJK 1605 MECHELEN 1674

## Afbeeldingen

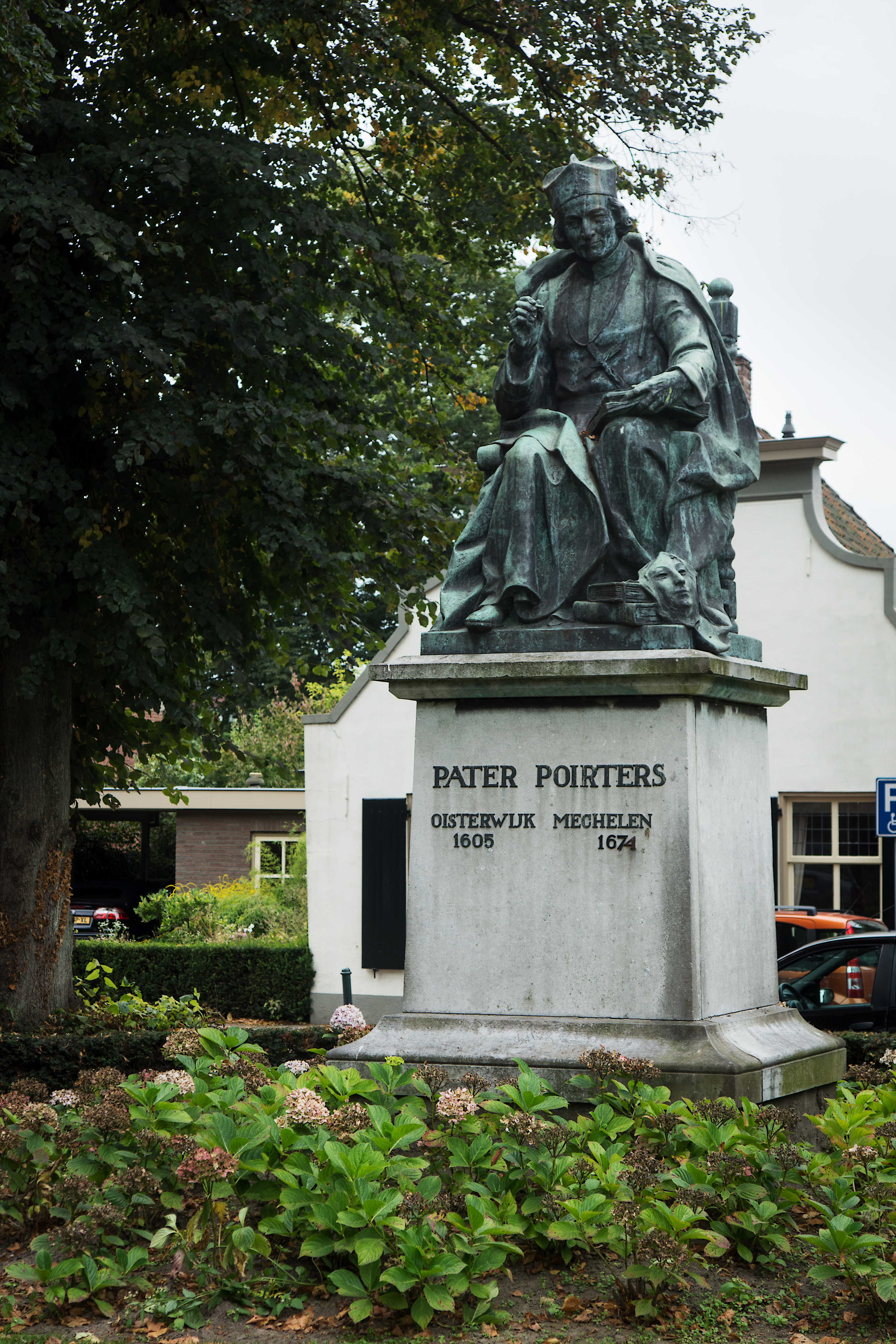
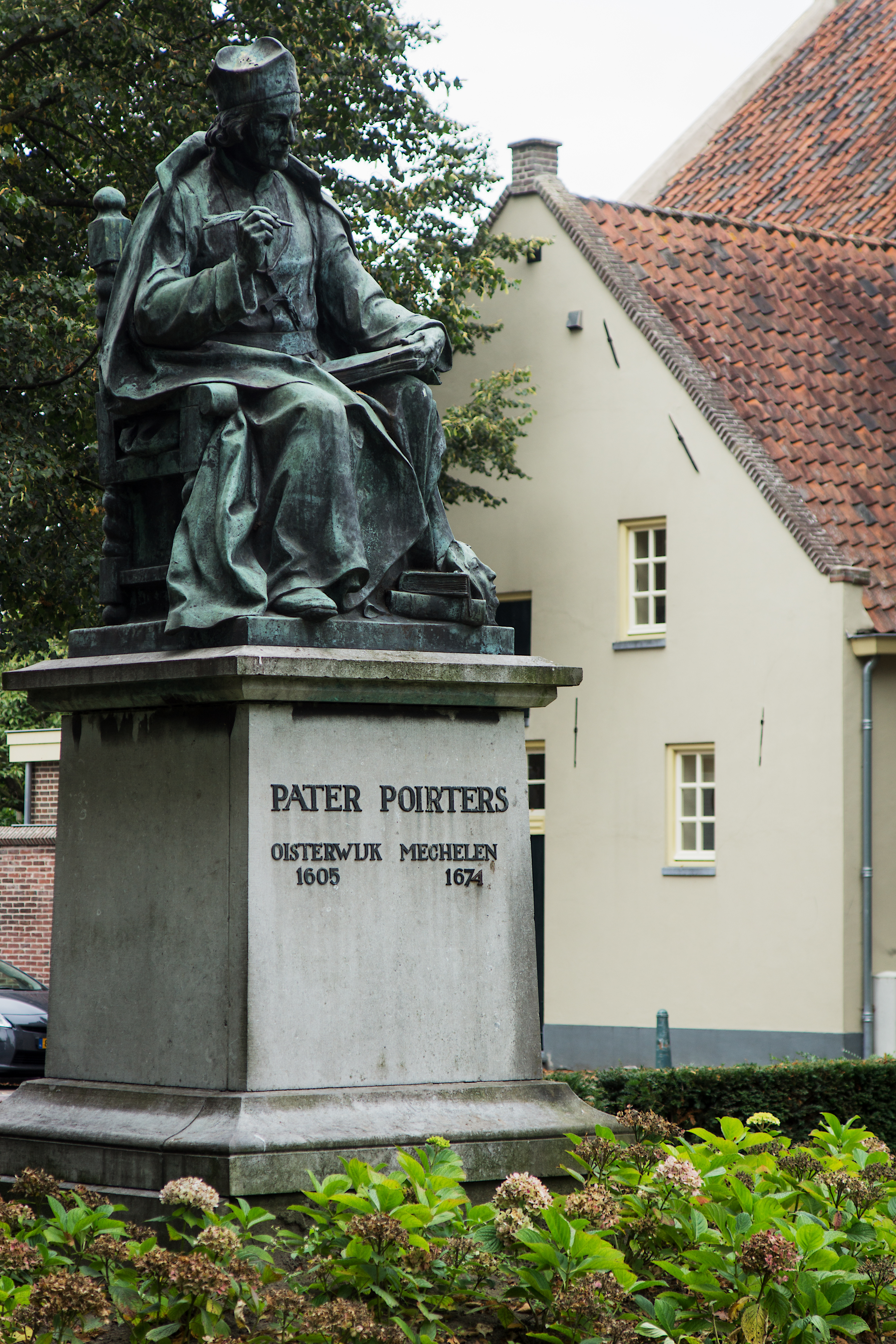

## Waardering
Het standbeeld werd in 2002 als rijksmonument in het Monumentenregister opgenomen, met als motivatie: "Het standbeeld is van algemeen belang vanwege de cultuurhistorische waarde als representant van de herdenking van een belangrijk katholiek literator ten tijde van de bloei van het katholicisme in Zuid Nederland. Het beeld is van kunsthistorische waarde vanwege de kwaliteiten van het ontwerp, de detaillering en de plaats in het werk van het overwegend in neogotische stijl werkende atelier. Het heeft ensemblewaarde vanwege de samenhang met het plein en het nabijgelegen kerkgebouw. Het is gaaf bewaard gebleven en zeldzaam als openbaar standbeeld van een belangrijk katholiek literator."